# Kosta Manev
Kosta Manev (in macedone Коста Манев?; Radoviš, 7 aprile 1993) è un calciatore macedone, difensore svincolato.

## Carriera

### Club
Il 1º luglio 2018 viene acquistato a titolo definitivo per 15.000 euro dalla squadra macedone del Vardar.